# Моцкус, Римантас
Римантас Моцкус (лит. Rimantas Mockus; род. 1979, Варена) — литовский юрист, политический и государственный деятель, министр юстиции (с 2024).

## Биография
Родился в 1979 году в Варене, Литовская ССР, СССР.
В 1998 году окончил среднюю школу, после чего поступил на юридический факультет Вильнюсского университета, где получил степень магистра права.
После окончания обучения он стал работать в юридическом отделе Вильнюсского городского самоуправления, а также вёл преподавательскую деятельность. В 2021 году он стал основателем юридической фирмы.
12 декабря 2024 года он получил портфель министра юстиции при формировании правительства Гинтаутаса Палуцкаса. После отставки кабинета министров 4 августа 2025 года стал исполнять обязанности главы ведомства до назначения нового правительства.